# Yu Yangyi
Yu Yangyi (kinesiska 余泱漪, pin-yin Yú Yāngyī), född den 8 juni 1994 i Huangshi, i Hubei-provinsen i centrala Kina, är en kinesisk schackspelare och stormästare i schack (GM). Yu blev stormästare redan 2009, 14 år, 11 månader och 23 dagar gammal.

## Schackkarriär
Vid Världsmästerskapet i schack för barn under 10 år kom Yu 2003 på en andraplats med resultatet 8½/11. Året efter delade han förstaplatsen med Jules Moussard, Raymond Song och Hou Yifan (senare världsmästarinna i schack), med resultatet 9/11.
2009 erövrade Yu tredje plats i Asiatiska mästerskapet i schack i Filippinerna, med resultatet 6/9, dvs. 75 vinstprocent. Han kvalificerade sig därigenom till sin första världscupturnering, i Chanty-Mansijsk, Ryssland. Han erövrade samtidigt sin första stormästarnorm. Den andra stormästarnormen erövrade han samma månad vid 2nd Subic International Open, med resultatet 6/9, med 3 vinster, 6 remier och ingen förlust och en nionde plats i tävlingen.
I Världsmästerskapet i schack för juniorer kom han i oktober 2009 på en sjundeplats. Yus resultat blev 8½/13, med 7 vinster, 3 remier och 3 förluster, eller 65,4 vinstprocent. I november samma år spelade han för första gången i Världscupen i schack, i Ryssland. Där nådde han tredje ronden efter att i första ronden ha slagit ut den armeniske stormästaren Sergej Movsesian, som rankades på 16:e plats i världen och polske stormästaren Mateusz Bartel i den andra.
2011 vann Yu superturneringen i Dangzhou i konkurrens med de främsta kinesiska schackspelarna. Han vann dessutom med en marginal av 1,5 matchpoäng, efter att ha slagit tvåan Wang Hao i en direkt avgörande match. Han nådde 7/9 med 77,8 i vinstprocent.
2013 blev Yu juniorvärldsmästare i schack med 11/13 matchpoäng eller 84,6 vinstprocent, strax före Alexander Ipatov med 10½/13. Yu fick 9 vinster, 4 remier och ingen förlust. Genom sin vinst kvalificerade han också till Världscupen i schack 2015, som var kvaltävling inför Världsmästerskapet i schack 2016.
I mars 2014 blev Yu Yangyi kinesisk mästare i schack genom att dela förstaplatsen med Ding Liren med 7/11, men vinna på tiebreak. Yu fick 4 vinster, 6 remier och 1 förlust och imponerade med vinster över Liu Qingnan, Wei Yi och  Zeng Chonsheng.
I april 2014 blev han också Asiatisk mästare i schack genom att vinna Asiatiska mästerskapet med 7/9 i matchpoäng, eller 5 vinster, 4 remier och ingen förlust. Bakom sig i turneringen hade han storspelare som Ni Hua, Rustam Kasimdzhanov och Baskaran Adhiban.
2014 vann Yu Qatar Masters med matchpoängen 7,5/9, med 6 vinster och 3 remier, efter att ha slagit tidigare världsmästaren Vladimir Kramnik och topprankade Anish Giri. Året efter slutade Yu också i topp, efter att bland annat ha slagit Wesley So, men förlorade i tiebreak mot regerande världsmästaren Magnus Carlsen.
Vidare spelade Yu 2014 vid bord 3 i Schackolympiadens öppna klass för Kina. Han nådde resultatet 9½/11 genom 8 vinster, 3 remier och ingen förlust. Det innebar 86,4 vinstprocent och individuell guldmedalj vid det tredje bordet. Mycket tack vare Yus fina resultat erövrade det kinesiska laget också lagguldet.
I oktober 2019 lyckades han nästan kvalificera till kandidatturneringen inför Världsmästerskapet i schack 2020, vid Världscupptävlingen i Chanty-Mansijsk. Han föll i semifinalen mot sin landsman, världens näst högst rankade spelare, Ding Liren. Han hade dessförinnan i knock out-turneringen, i tur och ordning, slagit ut Ehsan Ghaem Maghami, Baskaran Adhiban, Yi Wei, Nikita Vitiugov och Maxime Vachier-Lagrave.